# St. Jakobus der Ältere (Uder)

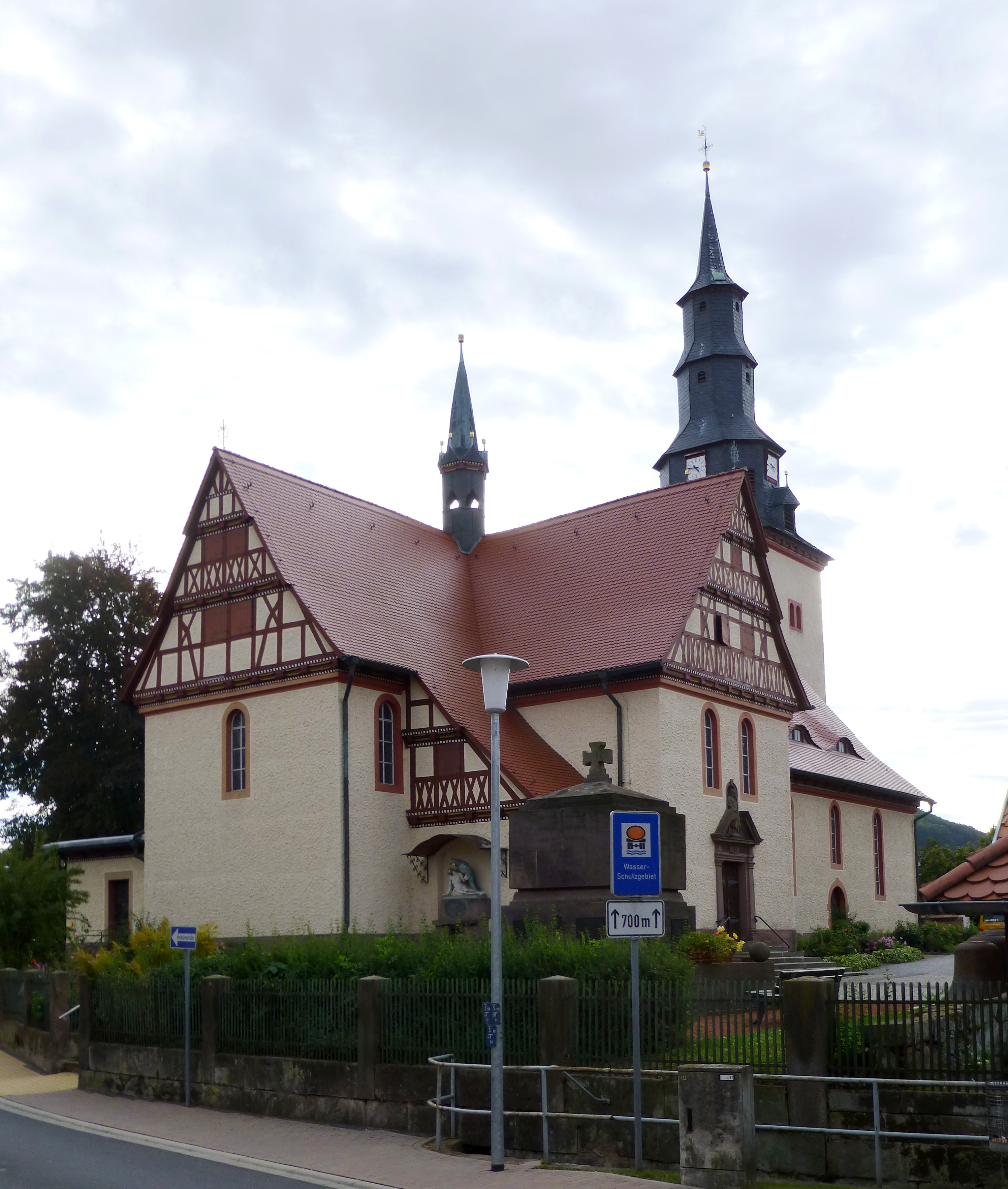
Die Kirche St. Jakobus der Ältere

Die römisch-katholische Pfarrkirche St. Jakobus der Ältere steht in Uder im thüringischen Landkreis Eichsfeld. Sie ist die Pfarrkirche der Pfarrei St. Jakobus der Ältere Uder im Dekanat Heiligenstadt des Bistums Erfurt. Sie trägt das Patrozinium des heiligen Jakobus des Älteren.

## Geschichte
Das Gotteshaus wurde 1910 auf dem Grund und Boden zweier Vorgängerbauten aus dem 12. und 17. Jahrhundert errichtet. Die Kirchenbücher besagen, dass die Urkirche fast an gleicher Stelle stand. Zu Beginn des 17. Jahrhunderts war der bauliche Zustand der Urkirche so schlecht, dass 1608 ein vollständiger Umbau erfolgte. Im äußeren Baustil glich sie der jetzigen Kirche. 1720 wurde das Hauptportal erneuert und 1752 ein neuer Hochaltar eingebaut. 1895 wurde eine neue Orgel angeschafft.

### Der Kirchenneubau
1908 beschloss man den neuen Kirchenbau. Grund war die stark angewachsene Einwohnerzahl. Mit der Baugenehmigung wurden folgerichtig Auflagen erteilt, die Kunstschätze zu erhalten. So fanden Flügel- und Hochaltar, Taufstein, Stuhlwangen und andere Gegenstände, wohl auch die Orgel, wieder ihren Platz in der neuen Kirche.
Der Kirchturm mit seinem Kreuz und der Wetterfahne überragt alle Bauwerke im Ort.

## Ausstattung
Eine weitere Besonderheit ist das etwa 40 cm hohe und geschnitzte Reiterstandbild des heiligen Georg. Seine Herkunft ist unbekannt. Es soll beim Ackern in der Flur von Uder gefunden worden sein.